# Utkarsh Kale
Utkarsh Pandharinath Kale (ur. 23 listopada 1994) – indyjski zapaśnik walczący w stylu wolnym. Mistrz Wspólnoty Narodów w 2017 i trzeci w 2016 roku.